# Iryna Kovalenková
Iryna Kovalenková (ukrajinsky Ірина Коваленко – Iryna Kovalenko, * 12. června 1986) je ukrajinská atletka, výškařka, která své největší úspěchy zaznamenala především v juniorských kategoriích. V roce 2003 se stala mistryní světa do 17 let a o rok později vybojovala zlato na juniorském mistrovství světa v italském Grossetu. V roce 2005 vybojovala na ME juniorů v litevském Kaunasu bronzovou medaili a uspěla rovněž na světové letní univerziádě v tureckém İzmiru, kde získala stříbro.

## Úspěchy
| Rok  | Závod                                | Místo              | Umístění    | Výkon  |
| ---- | ------------------------------------ | ------------------ | ----------- | ------ |
| 2003 | MS v atletice do 17 let              | Sherbrooke, Kanada | 1.          | 1,92 m |
| 2003 | Evropský olympijský festival mládeže | Paříž, Francie     | 1.          | 1,86 m |
| 2004 | MS juniorů v atletice                | Grosseto, Itálie   | 1.          | 1,93 m |
| 2005 | Halové ME v atletice                 | Madrid, Španělsko  | kvalifikace | 1,88 m |
| 2005 | ME juniorů v atletice                | Kaunas, Litva      | 3.          | 1,85 m |
| 2005 | Letní univerziáda 2005               | İzmir, Turecko     | 2.          | 1,88 m |
| 2006 | Halové MS v atletice                 | Moskva, Rusko      | kvalifikace | 1,86 m |
| 2006 | ME v atletice                        | Göteborg, Švédsko  | kvalifikace | 1,87 m |
| 2007 | Halové ME v atletice                 | Birmingham, Anglie | kvalifikace | 1,89 m |
| 2007 | ME v atletice do 23 let              | Debrecín, Maďarsko | 9.          | 1,82 m |

## Osobní rekordy
- hala – 195 cm – 26. prosince 2003, Lvov
- venku – 193 cm – 18. července 2004, Grosseto